# رباط مطاطي
الرباط المطاطيّ أو الشريط المطاطيّ هو حلقة من المطاط، تكون على شكل حلقة، تستخدم عادة لضم مجموعة من الأشياء. حصل على براءة اختراع الرباط المطاطي في إنجلترا في 17 مارس 1845، المخترعُ ستيفن بيري. تُصنع معظم الأربطة المطاطية من المطاط الطبيعي، وبالنسبة إلى الأحجام الأكبر يستخدم البوليمر المرن في صناعتها، وتباع في مجموعة متنوعة من الأحجام.